# Carmarthen Castle
Carmarthen Castle (walisisk: Castell Caerfyrddin) er ruinen af en middelalderborg i Carmarthen i West Wales i Storbritannien. Den blev opført af Walter, sheriff af Gloucester i begyndelsen af 110-tallet og blev erobret af ødelagt ved adskillige lejligheder, før den blev genopbygget i sten i 1190'erne. Borgen blev erobret af Owain Glyndŵr under Glyndwroprøret i 1405. Henrik 7. af Englands far døde på Carmarthen Castle i 1456. Under rosekrigene blev borgen erobret af William Herbert og under den engelske borgerkrig blev den erobret af parlementarikertropper. Den blev nedrevet på ordre af Oliver Cromwell i midten af 1600'erne.
Den blev brugt til Carmarthens fængsel til 1920'erne. Borgruinerne er en listed building af første grad i 1954 og en turistattraktion.